# Maślanka wiązkowa

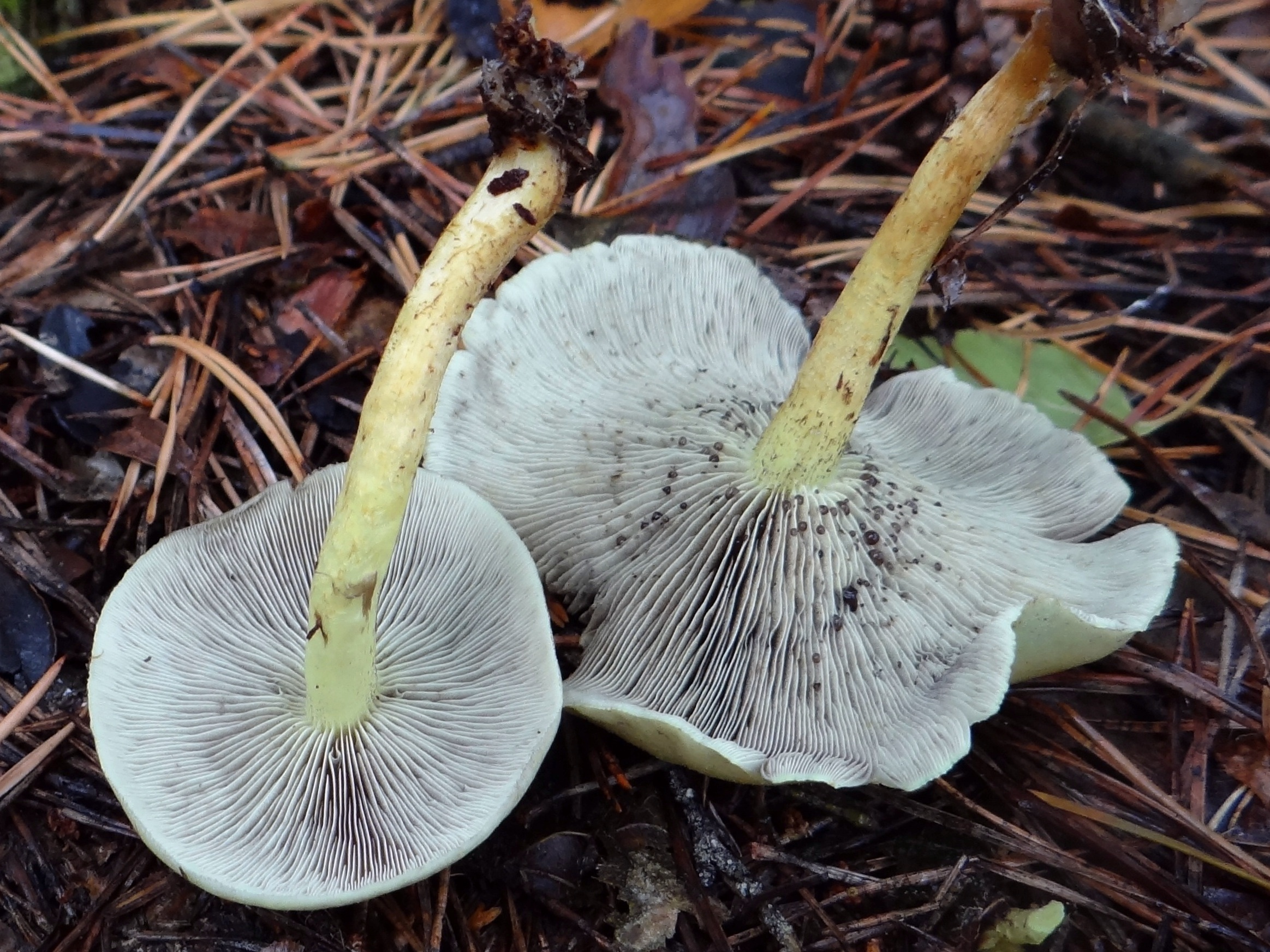
Zielonkawe zabarwienie blaszek

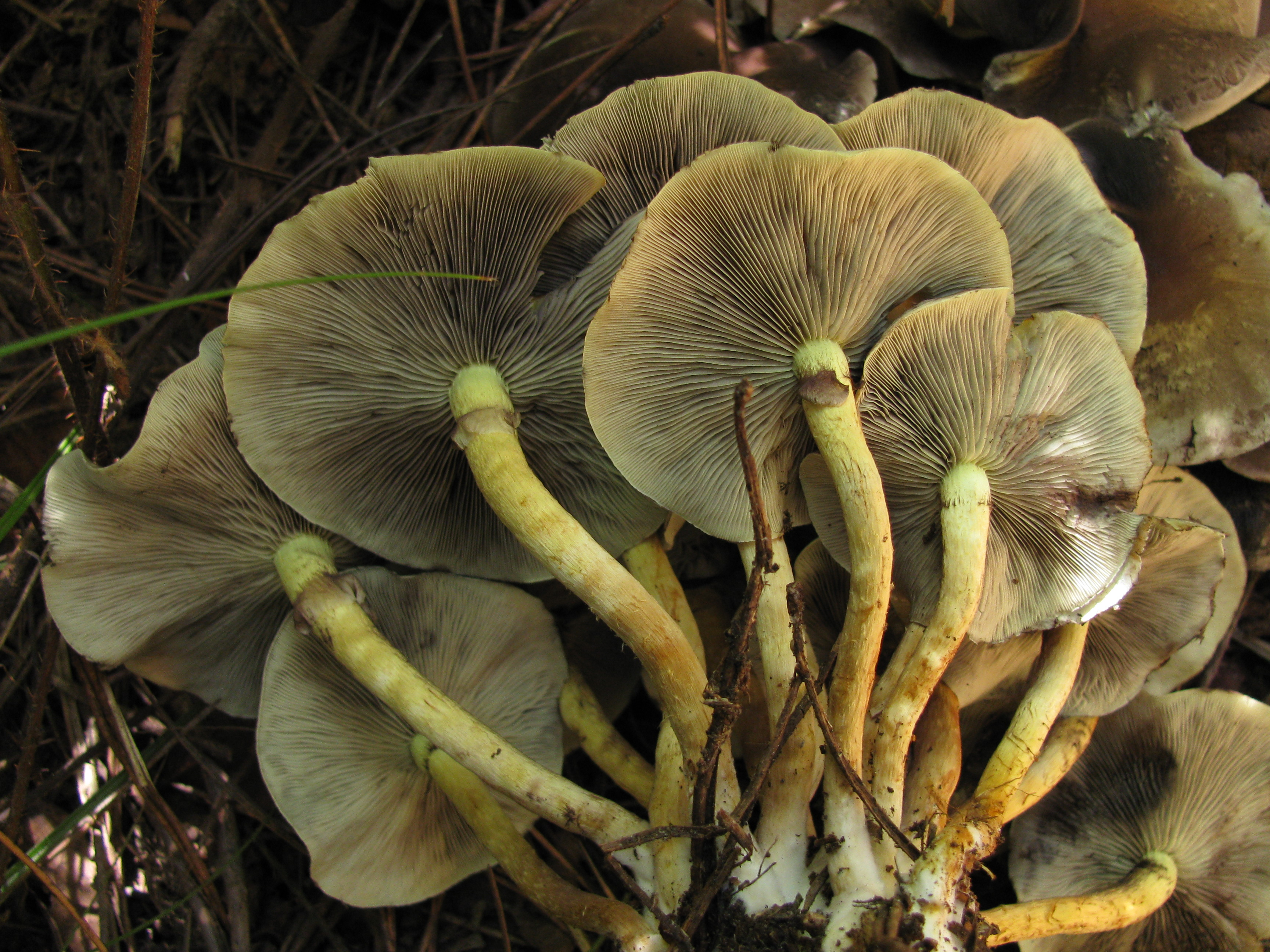
Nie zawsze jednak zielonkawy kolor blaszek jest tak intensywny

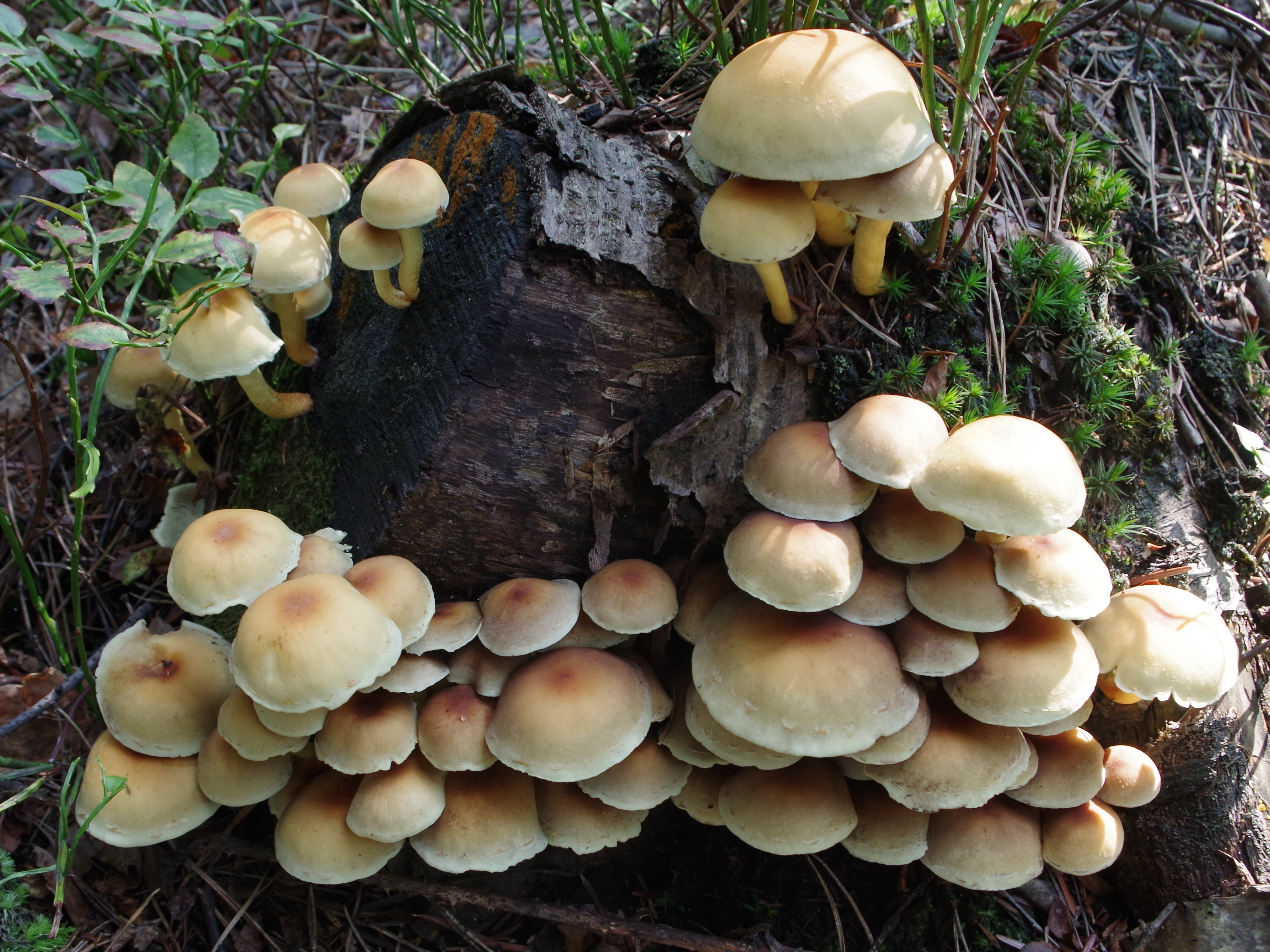
Występuje zwykle grupowo

Maślanka wiązkowa (Hypholoma fasciculare (Huds.) P. Kumm.) – gatunek grzybów z rodziny pierścieniakowatych (Strophariaceae).

## Systematyka i nazewnictwo
Pozycja w klasyfikacji według Index Fungorum: Hypholoma, Strophariaceae, Agaricales, Agaricomycetidae, Agaricomycetes, Agaricomycotina, Basidiomycota, Fungi.
Po raz pierwszy takson ten zdiagnozował w 1778 r. William Hudson nadając mu nazwę Agaricus fascicularis. Obecną, uznaną przez Index Fungorum nazwę nadał mu w 1871 r. Paul Kummer przenosząc go do rodzaju Hypholoma.
Ma ponad 40 synonimów łacińskich. Niektóre z nich:

- Agaricus fascicularis Huds. 1778
- Agaricus sadleri Berk. & Broome 1879
- Clitocybe sadleri (Berk. & Broome) Sacc. 1887
- Dryophila fascicularis (Huds.) Quél. 1888
- Dryophila fascicularis (Huds.) Quél. 1888 var. fascicularis
- Geophila fascicularis (Huds.) Quél. 1886
- Hypholoma fasciculare var. fasciculare (Huds.) P. Kumm.
- Hypholoma fasciculare var. pusillum J.E. Lange.
- Hypholoma sulphureum G.M. Taylor & P.K. Buchanan 1988
- Naematoloma fasciculare (Huds.) P. Karst. 1880
- Naematoloma fasciculare (Huds.) P. Karst. 1879 var. fasciculare
- Pratella fascicularis (Huds.) Gray 1821
- Psilocybe fascicularis (Huds.) Kühner 1980
- Psilocybe fascicularis (Huds.) Kühner 1980 var. fascicularis

Nazwę polską nadał Franciszek Błoński w 1890 r. W polskim piśmiennictwie mykologicznym gatunek ten opisywany był też jako łysiczka trująca, łysiczka wiązkowa, opieńki olszowe żółte, ostrzępka wiązkowa, opieńka fałszywa, opieńka trująca, opieńka wiązkowa, fałszywa opieńka, maślanka jadowita, maślanka trująca.

## Morfologia
Kapelusz
Średnica dochodzi do 7 cm, u młodych egzemplarzy półkolisty, następnie wypukły do płaskiego, z niewielkim wybrzuszeniem u starszych. Powierzchnia kapelusza jest sucha i gładka. Barwa żółta lub siarkowożółta, środek kapelusza pomarańczowy do rdzawobrązowego.
Blaszki
Gęsto ustawione, zaokrąglone przy trzonie. Barwa od siarkowożółtawej u młodych, poprzez brudnozielonkawą, do fioletowoczarnych u starszych egzemplarzy. Zakryte cienką osłoną w bardzo młodych owocnikach.
Trzon
Grubość do 0,7 cm, wysokość do 10 cm. Nieregularnie cylindryczny, powyginany, wewnątrz pusty. Barwa żółtawa z lekko zielonkawym odcieniem, pokryty (zwłaszcza na dole) brunatnymi włókienkami. Uszkodzony nie zmienia zabarwienia. Trzony w wiązce owocników na dole zrośnięte.
Miąższ
Cienki i elastyczny, barwa żółtawa lub siarkowożółta, u podstawy trzonu brązowa. Smak bardzo gorzki. Uszkodzony nie zmienia zabarwienia.
Wysyp zarodników
Szarofioletowy, czasami prawie czarny. Zarodniki elipsoidalne, gładkie, o rozmiarach 6-8 × 4 μm.
Gatunki podobne
- maślanka łagodna (Hypholoma capnoides). Jest jadalna, ma blaszki niebieskawe, smak łagodny i rośnie tylko na drzewie iglastym[4].
- maślanka ceglasta (Hypholoma lateritium). Jest większa, ma intensywniejsze zabarwienie i rośnie tylko na drewnie drzew liściastych[4].

## Występowanie i siedlisko
Z wyjątkiem Afryki i Antarktydy występuje na wszystkich kontynentach, także na wielu wyspach.
W Europie jest szeroko rozprzestrzeniony. W Polsce bardzo pospolity.
Owocniki wyrastają od kwietnia do grudnia w wiązkach liczących nawet po kilkadziesiąt owocników na pniakach obumarłych drzew liściastych oraz iglastych. Wśród grzybów rosnących kępami na pniach jest jednym z najczęstszych, czasami rośnie nawet na drewnie budowlanym. Występuje od wiosny do późnej jesieni

## Znaczenie
Medycyna
Saprotrof, grzyb trujący. Powoduje głównie zaburzenia trawienne spowodowane podrażnieniem i zapaleniem śluzówki układu pokarmowego. Objawy: bóle brzucha, mdłości, wymioty, biegunka i wzdęcia. Objawy pojawiają się nie później, niż 3 godz. po spożyciu grzybów i po jakimś czasie (często już po dwóch dniach) mijają, zazwyczaj bez trwałych następstw. Z powodu bardzo gorzkiego smaku zatrucia tym grzybem są jednak rzadkie.
W medycynie ludowej maślankę wiązkową stosowano w chorobach układu pokarmowego jako środek przeczyszczający i wymiotny.
Z owocników wyizolowano związek chemiczny o nazwie fascikulol D (tetracykliczny trójterpen). Ma on działanie antybiotyczne w stosunku np. do gronkowca złocistego (Staphylococcus aureus). Z hodowli grzybni wyizolowano natomiast substancje naematolina i naematolon. Wykazują one działanie cytotoksyczne w stosunku do wirusa polio i hamują wzrost komórek HeLaS2.
Filatelistyka
Maślanka wiązkowa znalazła się na przywieszce znaczka pocztowego wyemitowanego przez Pocztę Polską 31 sierpnia 2012 r. z przedstawieniem opieńki ciemnej, z którą grzyb bywa mylony. Znaczek o nominale 4,15 zł wydany został w serii Grzyby w polskich lasach. Wydrukowano 300 000 sztuk, techniką offsetową, na papierze fluorescencyjnym. Autorem projektu znaczka była Marzanna Dąbrowska.